# Länsväg 262
De Zweedse weg 262 (Zweeds: Länsväg 262) is een provinciale weg in de provincie Stockholms län in Zweden en is circa 7 kilometer lang.

## Plaatsen langs de weg
- Sollentuna
- Sjöberg
- Danderyd

## Knooppunten
- Länsväg 265 bij Sollentuna (begin)
- E18 bij Danderyd (einde)